# Ulises Rayo
Ulises Antonio Rayo López (Estelí, Nicaragua, 12 de enero de 1994) es un futbolista profesional nicaragüense que juega como delantero en el Juventus Managua de la Liga Primera de Nicaragua. Es internacional con la selección de fútbol de Nicaragua.

## Selección nacional
Debutó internacionalmente el 11 de octubre de 2019 en la Liga de Naciones de la CONCACAF y anotó su primer gol con Nicaragua en la victoria 3-1 ante Dominica.

### Goles internacionales
Las puntuaciones y los resultados enumeran el recuento de goles de Nicaragua en primer lugar.
| N.º | Fecha                 | Sede                                                        | Adversario | Gol  | Resultado | Competencia                         |
| --- | --------------------- | ----------------------------------------------------------- | ---------- | ---- | --------- | ----------------------------------- |
| 1.  | 11 de octubre de 2019 | Estadio Nacional de Fútbol de Nicaragua, Managua, Nicaragua | Dominica   | 3 –0 | 3-1       | 2019-20 CONCACAF Liga de Naciones B |